# Onderscheidingen van het Deense Rode Kruis
Het Deense Rode Kruis stelde verschillende onderscheidingen in. Het land was neutraal in de Eerste Wereldoorlog en de in 1939 uitgebroken Winteroorlog tussen Finland en de Sovjet-Unie. In de Tweede Wereldoorlog was Denemarken door Duitsland bezet. Toch was het Deense Rode Kruis in al deze conflicten actief betrokken. Ook in de Koreaanse Oorlog was Denemarken actief op humanitair gebied. Zo was er het hospitaalschip Jutlandia, en het Deense Rode Kruis bemiddelde bij de uitwisseling van krijgsgevangenen.
Onderscheidingen werden door het hoofdbestuur van het Deense Rode Kruis ingesteld. De Deense koningen keurden de instelling van de onderscheiding vervolgens in een Koninklijk Besluit goed. Door deze erkenning kreeg de particuliere onderscheiding een officieel karakter, Denen, waaronder de militairen, mochten de onderscheiding aannemen en dragen.
De leden van de Deense koninklijke familie werden voor hun belangstelling en inzet voor het Rode Kruis meermaals onderscheiden.
De regels voor de onderscheidingen zijn strikt en ze worden streng nageleefd.
- Voor langdurig verdienstelijk uitgevoerd vrijwilligerswerk en voor langdurig op zich genomen bestuurstaken werd tot 1963 de Medaille van Verdienste van het Deense Rode Kruis verleend. Sinds 1963 is er het Ereteken van Verdienste van het Deense Rode Kruis dat in twee klassen uitgereikt.

- Dragers van het Ereteken van Verdienste van het Deense Rode Kruis der Ie Klasse komen in aanmerking voor het Ereteken van het Deense Rode Kruis.

De onderscheidingen zijn herkenbaar aan de variaties op het rode Kruis van Genève, het symbool van het Rode Kruis in de Westerse wereld. De linten zijn rood en wit, dat zijn de voornaamste kleuren van de linten van Deense onderscheidingen.
In een aantal gevallen mag de drager van een onderscheiding letters achter zijn of haar naam plaatsen om aan te geven dat hij of zij gedecoreerd is. Dat is ook bij een aantal, maar niet bij alle, onderscheidingen van het Deense Rode Kruis het geval. Deense onderscheidingen worden steeds met veel zorg voor details en kwaliteit vervaardigd. De Onderscheidingen van het Deense Rode Kruis zijn alle van zilver en email.

## Onderscheidingen van het Deense Rode Kruis
| Baton | Nederlandse en Deense naam | Letters achter de naam van de drager | Stichtingsdatum  | Bijzonderheden |  |
| ----- | --- | ------------------------------------ | ---------------- | --- |  |
|       | Medaille van Verdienste van het Deense Rode Kruis Dansk Røde Kors’ Medalje                                                                                                   | D.r.K.M.                             | 6 oktober 1927   | Een sinds 1963 niet langer verleende onderscheiding voor verdienste van het Deense Rode Kruis. |  |
|       | Medaille van Verdienste in het Buitenland van het Deense Rode Kruis Dansk Røde Kors’ Medalje for tjeneste i udlandet                                                         | D.r.K.M.                             | 6 oktober 1927   | Een sinds 1963 niet langer verleende onderscheiding voor verdienste van het Deense Rode Kruis. |  |
|       | Herinneringsmedaille van het Rode Kruis 1939-45 Dansk Røde Kors’ Mintetegn for Krigshjælpearbejde 1939-45                                                                    |                                      | 1 februari 1946  | Een onderscheiding, in feite een wit geëmailleerd kruis, van het Deense Rode Kruis. |  |
|       | Ereteken van het Deense Rode Kruis Dansk Røde Kors Hæderstegn | D.r.K.H.                             | 19 februari 1916 | Deze zeldzame onderscheiding wordt verleend voor langdurig vrijwilligerswerk in het Deense Rode Kruis. Met moet eerder de Medaille van Verdienste van het Deense Rode Kruis Ie Klasse hebben ontvangen. |  |
|       | Medaille van het Rode Kruis ter Herinnering aan de Uitwisseling van Krijgsgevangenen in 1953 Danske Røte Kors' mindetegn for krigsfangeudvekslingen i Korea 1953             |                                      | 1953             | In 1953 werden tijdens de Koreaanse Oorlog krijgsgevangenen uitgewisseld. Zoals zo vaak speelde het Rode Kruis daarin een rol. Negen Deense artsen ontvingen deze medaille.                             |  |
|       | Ereteken van Verdienste van het Deense Rode Kruis Dansk Røde Kors Fortjensttegn                                                                                              | D.r.K.Ft. D.r.K.Ft.I.                | 28 maart 1963    | Een decoratie voor de bestuurders van het Deense Rode Kruis. |  |
|       | Herinneringsmedaille voor de Zorg voor Geïnterneerden 1914-1918 Dansk Røde Kors' mindetegn for krigsfangehjaelp 1914-1919                                                    |                                      |                  | Herinneringsmedaille voor de Zorg voor de in Denemarken geïnterneerde militairen. |  |
|       | Herinneringsmedaille voor de Hulp en de Zorg aan de Gewonden in de Finse Oorlog 1939-40 Dansk Røde Kors' mindetegn for hjelp til syke og sårede i krigen i Finland 1939-1940 |                                      |                  | Deense vrijwilligers boden hulp aan de vele gewonden in de oorlog tussen de Sovjet-Unie en Finland. |  |

Onderscheidingen van het Nederlandse Rode Kruis · Onderscheidingen van het Internationale Rode Kruis · Onderscheidingen van het Belgische Rode Kruis · Onderscheidingen van het Deense Rode Kruis

Zie ook: Onderscheidingen met het Rode Kruis